# 851 (szám)
A 851 (római számmal: DCCCLI) egy természetes szám, félprím, a 23 és a 37 szorzata.

## A szám a matematikában
A tízes számrendszerbeli 851-es a kettes számrendszerben 1101010011, a nyolcas számrendszerben 1523, a tizenhatos számrendszerben 353 alakban írható fel.
A 851 páratlan szám, összetett szám, azon belül félprím, kanonikus alakban a 231 · 371 szorzattal, normálalakban a 8,51 · 102 szorzattal írható fel. Négy osztója van a természetes számok halmazán, ezek növekvő sorrendben: 1, 23, 37 és 851.
A 851 négyzete 724 201, köbe 616 295 051, négyzetgyöke 29,17190, köbgyöke 9,47640, reciproka 0,0011751. A 851 egység sugarú kör kerülete 5346,99070 egység, területe 2 275 144,541 területegység; a 851 egység sugarú gömb térfogata 2 581 530 672,9 térfogategység.